# Mateus Lima Cruz
Mateus Lima Cruz (* 18. Januar 1993 in Iturama), auch bekannt als Mateus, ist ein brasilianischer Fußballspieler.

## Karriere
Mateus Lima Cruz erlernte das Fußballspielen in der Jugend von Grêmio Barueri im brasilianischen Barueri. Hier unterschrieb er 2012 auch seinen ersten Vertrag. Der Verein spielte in der zweiten Liga, der Série B. Für Grêmio bestritt er fünf Zweitligaspiele. Von Mai 2012 bis Oktober 2012 wurde er an den SC Barueri ausgeliehen. Bis Mitte 2015 spielte er für die brasilianischen Vereine Sport Recife, Guarani FC, Luverdense EC und Operário Ferroviário EC.
Am 1. Juli 2015 wechselte er nach Europa, wo er in Albanien einen Vertrag beim KF Skënderbeu Korça unterschrieb. Dieser wurde jedoch nach einem Monat wieder aufgelöst. Am 7. August 2015 nahm ihn der albanische Verein FK Kukësi unter Vertrag. Der Verein aus Kukës spielte in der ersten Liga, der Kategoria Superiore. Am 22. Mai 2016 wurde er mit dem Verein albanischer Pokalsieger. Im Finale bezwang man den KF Laçi im Elfmeterschießen. Nach 27 Ligaspielen ging er im Juli 2016 wieder nach Brasilien, wo er ein Jahr beim FC Santos unter Vertrag stand.
Ende August 2017 wechselte er wieder nach Europa. Hier nahm ihn der serbische Erstligist FK Borac Čačak unter Vertrag. Am Ende der Saison, in der er 30 Ligaspiele bestritt, musste er mit dem Verein als Tabellenletzter in die zweite Liga absteigen. Nach dem Abstieg verließ er den Verein und schloss sich in Kroatien dem Erstligisten NK Slaven Belupo Koprivnica an. Bei dem Verein aus Koprivnica stand er bis August 2020 unter Vertrag.
Ende August 2020 zog es ihn nach Israel. In Nof HaGalil unterschrieb er einen Vertrag beim Zweitligisten Hapoel Nof HaGalil. Am Ende der Saison 2020/21 feierte er mit dem Verein die Zweitligameisterschaft sowie den Aufstieg in die erste Liga. Nach der Aufstiegssaison, in der er 29 Ligaspiele bestritt, wechselte er auf Leihbasis zum Zweitligisten Hapoel Ironi Rischon LeZion. Für den Klub aus Rischon LeZion bestritt er 34 Ligaspiele. Nach der Ausleihe kehrte er Ende Juni 2022 wieder zu Hapoel Nof HaGalil zurück. Hier wurde sein Vertrag jedoch nicht verlängert.
Im Juli 2022 zog es ihn nach Usbekistan, wo ihn der Erstligist Nasaf Karschi aus Qarshi verpflichtete. 2022 und 2023 wurde er mit Nasaf Pokalsieger. 2023 feierte er mit dem Verein die Vizemeisterschaft sowie den Gewinn des Supercups.
Nach 34 Erstligaspielen wechselte er im Januar 2024 nach Thailand. Hier unterschrieb er in Ratchaburi einen Vertrag beim Erstligisten Ratchaburi FC. Für den Erstligisten bestritt er zwölf Erstligaspiele. Hierbei erzielte er fünf Treffer. Im Juli 2024 nahm ihn der ebenfalls in der ersten Liga spielenden Sukhothai FC unter Vertrag. Nach 13 Ligaspielen, in denen er einen Treffer erzielte, wechselte er im Februar 2025 nach China. Hier schloss er sich in Pingguo dem Zweitligisten Guangxi Pingguo Haliao FC an.

## Erfolge
FK Kukësi
- Albanischer Pokalsieger: 2015/16

Hapoel Nof HaGalil
- Israelischer Zweitligameister: 2020/21

Nasaf Karschi
- Usbekischer Vizemeister: 2023
- Usbekischer Pokalsieger: 2022, 2023
- Usbekischer Supercup-Sieger: 2023